# Baj
Baj – polskie nazwisko. Pojawiło się po 1624 roku. Podczas jednej z bitew polscy chłopi wzięli do niewoli wielu Tatarów, którzy potem obrabiali chłopskie pola, gdy gospodarze musieli odrabiać pańszczyznę. Osiedlili się wtedy w okolicznych wsiach, dając początek rodzinom o nazwisku Baj.

## Osoby o tym nazwisku
- Andrzej Baj (1894–1969) – polski wojskowy
- Roman Baj (1938–2004) – polski działacz samorządowy[2] i partyjny[3]
- Ryszard Baj (1947–2017) – polski działacz samorządowy i dziennikarz
- Stanisław Baj (ur. 1953) – polski malarz